# Зайцев, Александр Павлович (полный кавалер ордена Славы)
Александр Павлович Зайцев (19 февраля 1926, Спасский уезд, Рязанская губерния — 6 июля 1979, Рязань) — участник Великой Отечественной войны, полный кавалер ордена Славы.

## Биография
Родился 19 февраля 1926 года в селе Дектяное Деревенской волости Спасский уезд Рязанской губернии. Русский. Член КПСС с 1945 года.
Александр рос в рабочей семье, отец работал на крахмальном заводе в селе Песочня заведующим производством, мать была домохозяйкой и занималась воспитанием четверых детей. Учился в средней школе, занимался в стрелковом кружке Осоавиахима, где сдал нормы на значки: «Ворошиловский стрелок», ГТО и «Готов к ПВХО». Закончив в 1943 году 10 классов поступил в Рязанский строительный техникум.
14 ноября 1943 года был призван Путятинским РВК, Рязанской области в Красную Армию. Был направлен на учёбу в сержантскую школу, где получил специальность наводчик орудия. С 24 июня 1944 года по 24 апреля 1945 года воевал в 738-м стрелковом полку 134-й стрелковой дивизии 61-го стрелкового корпуса 69-й армии 1-м Белорусского фронта, принимал участие в форсировании рек Западный Буг, Висла, Одер, освобождении Польши.
Наводчик орудия батареи 45-мм пушек 738 Краснознамённого стрелкового полка 134-й стрелковой дивизии ефрейтор Зайцев 29 июля 1944 года под артиллерийско-миномётным обстрелом противника форсировал реку Висла. В боях за расширение плацдарма на западном берегу реки участвовал в отражении 7-ми вражеских контратак. Вместе с расчётом своего орудия уничтожил две огневые точки противника и до 12-ти немецких солдат.
Приказом командира 134-й стрелковой дивизии от 22 августа 1944 года награждён орденом Славы 3-й степени.
В период наступательных боёв и при прорыве обороны немцев в ходе Варшавско-Познанской операции с 14 по 19 января 1945 года наводчик орудия батареи 45-мм пушек 738-го стрелкового Краснознамённого полка, младший сержант Зайцев, в составе расчёта, уничтожил четыре пулемётных расчёта противника. 16 января 1945 года в районе деревни Сухово (7 км северо-западнее Зволень) выкатив орудие на прямую наводку уничтожил более 10-ти солдат противника и один ручной пулемёт.
Приказом командующего 69-й армии от 17 февраля 1945 года награждён орденом Славы 2-й степени.
Командир орудия батареи 45-мм пушек 738-го стрелкового дважды Краснознамённого полка, младший сержант 3айцев 24 апреля 1945 года при расширении плацдарма на левом берегу реки Одер и прорыве обороны противника в районе населенного пункта Бризен (15 км западнее города Франкфурт), находился в боевых порядках наступающей пехоты, отражая контратаки противника был тяжело ранен, но не оставил поля боя и из своего орудия истребил более 25 солдат противника.
Указом Президиума Верховного Совета СССР от 15 мая 1946 года награждён орденом Славы 1-й степени.
Из-за ранения был отправлен на лечение в медсанбат, а после в госпиталь города Новосибирска. В июле 1945 года старшина Зайцев был демобилизован по ранению и вернулся в родные края.
В 1946 году поступил в Московское высшее техническое училище имени Н. Э. Баумана, но через полгода, из-за обострившегося боевого ранения вернулся домой. В 1947 году поступил на 2-й курс Рязанского строительного техникума, который окончил с отличием. По распределению был направлен на работу в Рязанский крахмало-паточный трест на должность инженера-строителя. С 1955 по 1963 год учился на строительном факультете Всесоюзного заочного политехнического института. В июле 1957 года, по решению парторганизации, был направлен на работу в Рязанский совнархоз. После реорганизации совнархоза переведен на должность заместителя председателя облпотребсоюза по строительству. С 1968 года до последних дней жизни Зайцев работал заместителем директора по строительству Рязанского приборного завода. 24-26 апреля 1970 года был участником Всесоюзной встречи кавалеров ордена Славы трёх степеней в городе Москве, посвящённой 25-летию Победы.
Умер 6 июля 1979 года. Похоронен на Скорбященском кладбище в Рязани.

## Награды
- Полный кавалер ордена Славы:
  - орден Славы I степени (15 мая 1946, орден № 872)[3][4];
  - орден Славы II степени (17 февраля 1945, орден № 21428)[5];
  - орден Славы III степени (22 августа 1944, орден № 259422)[6];
- медаль «В ознаменование 100-летия со дня рождения Владимира Ильича Ленина»
- медаль «За победу над Германией в Великой Отечественной войне 1941-1945 гг.»
- юбилейная медаль «Двадцать лет Победы в Великой Отечественной войне 1941—1945 гг.»
- юбилейная медаль «50 лет Вооружённых Сил СССР»
- знак «25 лет победы в Великой Отечественной войне»

## Память
- На доме № 33, улица Дзержинского, город Рязань установлена мемориальная доска с фотографией и надписью «В этом доме с 1966 по 1979 год жил Кавалер трёх орденов Славы Зайцев Александр Павлович (1926—1979 гг)».
- В июне 2007 года портрет Александра Павловича Зайцева установлен на аллее Славы в г. Спасске-Рязанском[7].
- Имя А. П. Зайцева увековечено на заводской стеле, установленной в честь 60-летия Победы[7].